# Alfred de Salm-Reifferscheidt
Pour les articles homonymes, voir Salm.
Alfred Georg Konstantin Leopold Prosper Joseph Maria Prince de Salm-Reifferscheidt-Krautheim et Dyck (né le 23 juin 1863 à Neu-Cilli (en) et mort le 6 juillet 1924 à Morken-Harff) est un noble et député du Reichstag.

## Biographie
Ses parents sont Léopold Karl Alois Longin Maria de Salm-Reifferscheidt-Dyck (né le 14 mars 1833 et mort le 16 mai 1893), prince et comte de Salm-Reifferscheid-Krautheim et Dyck et sa première épouse Anna de Thurn et Valsássina-Como-Vercelli Frein zum Kreuz (née le 19 septembre 1837 et morte le 12 septembre 1864). Après la mort prématurée de sa première femme, le père épouse la comtesse Christine de Spiegel zum Desenberg-Hanxleden (née le 18 mai 1846et morte le 6 février 1935)
Alfred de Salm-Reifferscheidt-Krautheim et Dyck étudie au collège de Kalksburg près de Vienne, étudie le droit, dont deux semestres à l'Université Empereur Guillaume de Strasbourg, et passe les examens d'État en droit à l'Université de Graz. En 1893, après la mort de son père, il reprend les propriétés majoritaires et familiales sur le Rhin et en Bade. Il est membre du conseil d'arrondissement et du comité de l'arrondissement de Grevenbroich (de), vice-président de l'Association allemande de Terre sainte et membre héréditaire de la chambre des seigneurs de Prusse.
Il est également Major (27 janvier 1912) à la suite de l'armée, décoré de l'Ordre de l'Aigle rouge de 1re classe, l' Ordre de la Couronne de 1re classe, la 1ère classe de l'Ordre du Lion de Zaehringen, Chevalier de l'ordre souverain de Malte, le Commandeur de l'Ordre de la Maison bavaroise de Saint-Georges et la Grand-Croix de l'Ordre du Saint-Sépulcre .
De 1912 à 1918, il est député du Reichstag pour la 4e circonscription d'Aix-la-Chapelle (Düren (de), Juliers (de)) pour le Zentrum. Entre 1907 et 1912, il est membre du Parlement provincial de Rhénanie.

## Mariage et descendance
Le 28 avril 1898, il épouse à Vienne Marie-Dorothée comtesse de Bellegarde (née le 27 juin 1873 à Groß Herlitz et morte le 1er février 1945 à Überlingen sur le lac de Constance). Le mariage a cinq enfants :
- François Joseph (de) (1899-1958), 6e prince et ancien comte de Salm-Reifferscheidt-Krautheim et Dyck,
- Marie Rodolphine Anne Wilhelmine Eusébie Josèphe (1900-1915),
- Christiane (1901-1984),
- Alfred Georges Rodolphe Joseph Marie (1903-1920) et
- Paule Wilhelmine Raphaëlle Marie Josèphe (1906-1968).

### Mort accidentelle
Le 6 juillet 1924, le prince se rend en voiture au château de Harff, accompagné du chauffeur Malinsky, de la gouvernante Magit von der Betten et de ses filles Christiane et Paule. Au passage à niveau de Morken, la voiture est heurtée par le train d'un directeur et emportée à la gare de Harff. Le prince et son chauffeur sont morts sur place, Magit von der Betten est décédée deux jours plus tard à l'hôpital de Düren, Christiane est grièvement blessée.
Le prince et Magit von derdecke sont enterrés dans la crypte familiale du Nikolauskloster, Jüchen,.